# Hjemmeværnsforening
En hjemmeværnsforening var en dansk foreningstype, som opsamlede modstandsfolk og disses våben i forlængelse af modstandskampen under 2. verdenskrig. Hjemmeværnsforeningerne ses som en forbindelse mellem modstandsbevægelsen og Hjemmeværnet.
I krigens sidste del var der blevet nedkastet et betydeligt antal våben, som efter krigen var udenfor kontrol. Det ansås politisk for et problem, og man forsøgte først at få englænderne til at kræve våbnene tilbage; dernæst at få skytteforeningerne til at optage frihedskæmperne; begge dele uden held.:29
Der blev i 1945-1946 oprettet et antal hjemmeværnsforeninger med udgangspunkt i modstandsbevægelsen. Medlemmer af en hjemmeværnsforening havde fra 31. maj 1946 tilladelse til at have et våben; en ret som ellers kun tilkom medlemmer af en skytteforening.:29 Foreningerne modtog også økonomisk støtte over finansloven.
Der fandtes i 1948 282 hjemmeværnsforeninger.
Tidligt i 1948 gennemførtes Pragkuppet med deltagelse af militser, som var blevet kommunistisk infiltreret. I Danmark førte det til, at kommunister blev udrenset fra hjemmeværnsforeningerne. Under Påskekrisen samme år regnedes hjemmeværnsforeningerne med som en del af det danske beredskab. Herefter gik det hurtigt med at få etableret et grundlag for et statsligt hjemmeværn. Ved oprettelsen af Hjemmeværnet i 1949 blev hjemmeværnsforeningerne integreret heri og mange af dem ophævet.:30

## Ledelse
Hjemmeværnsforeningerne havde på nationalt plan følgende formænd:
- 1945 Formand for Hjemmeværnsforeningernes Landsforbund: Svend Wagner[3]
- 1946 Formand for Hovedbestyrelsen for de Danske Hjemmeværnsforeninger: Erik Husted[4][5]

(listen er formodentlig ikke fuldstændig)